# Flamingo Volley
Flamingo Volley – litewski klub siatkarski z Wilna, występujący w rozgrywkach o mistrzostwo Litwy. Założony został w 1997 roku. Pięciokrotny mistrz Litwy, czterokrotny zdobywca Pucharu Litwy i zdobywca Superpucharu Litwy.
W sezonie 2005/2006 zespół występował pod nazwą Elica.
W 2011 roku klub nawiązał współpracę z SM Tauras, wystawiając w latach 2011-2016 wspólną drużynę pod nazwą Flamingo Volley/SM Tauras.
Od 2016 roku klub współpracuje z Vilniaus kolegija. W sezonie 2016/2017 występował pod nazwą Vilniaus Kolegija/Flamingo Volley, natomiast w sezonie 2017/2018 jako Vilniaus Kolegija/Flamingo Volley/SM Tauras (dla podkreślenia trzech podmiotów wchodzących w skład drużyny).

## Bilans sezonów
| Sezon     | Rozgrywki ligowe | Rozgrywki ligowe | Puchar Litwy        |
| Sezon     | Poziom           | Miejsce          | Puchar Litwy        |
| --------- | ---------------- | ---------------- | ------------------- |
| 2004/2005 | A lyga           | 7. miejsce       | ?                   |
| 2005/2006 | A lyga           | ?                | ?                   |
| 2006/2007 | A lyga           | 2. miejsce       | 1. miejsce          |
| 2007/2008 |                  |                  |                     |
| 2008/2009 | A lyga           | 1. miejsce       | 2. miejsce          |
| 2009/2010 | A lyga           | 5. miejsce       | 2. miejsce          |
| 2010/2011 | A lyga           | 1. miejsce       | 1. miejsce          |
| 2011/2012 | A lyga           | 1. miejsce       | 1. miejsce          |
| 2012/2013 | A lyga           | 2. miejsce       | 1. miejsce          |
| 2013/2014 | A lyga           | 3. miejsce       | 2. miejsce          |
| 2014/2015 | A lyga           | 7. miejsce       | faza kwalifikacyjna |
| 2015/2016 | A lyga           | 1. miejsce       |                     |
| 2016/2017 | A lyga           | 1. miejsce       | 2. miejsce          |
| 2017/2018 | A lyga           | 7. miejsce       | faza kwalifikacyjna |
| 2018/2019 | A lyga           | 6. miejsce       | faza kwalifikacyjna |

## Osiągnięcia
- Mistrzostwa Litwy (5x): 2009, 2011, 2012, 2016, 2017
- Puchar Litwy (4x): 2006, 2010, 2011, 2012
- Superpuchar Litwy (1x): 2016

## Kadra
Sezon 2018/2019
- Pierwszy trener: Vasilij Burakinskij
- Drugi trener: Jonas Adomaitis

| Nr | Imię i nazwisko       | Data ur.   | Wzrost | Pozycja      |
| -- | --------------------- | ---------- | ------ | ------------ |
| 1  | Paulius Kochanskas    | 21.08.1998 | 181    | libero       |
| 2  | Eimantas Matulis      | 12.08.1999 | 190    | przyjmujący  |
| 3  | Tomas Gavrilovas      | 12.03.1998 | 183    | libero       |
| 4  | Augustas Špėlys       | 18.12.2000 | 194    | przyjmujący  |
| 5  | Jonas Rakickas        | 05.05.1985 | 199    | środkowy     |
| 6  | Valdas Listanskis     | 30.04.1997 | 201    | atakujący    |
| 7  | Domantas Naruševičius | 18.11.1996 | 192    | atakujący    |
| 8  | Paulius Gatelis       | 29.09.2001 | 182    | libero       |
| 9  | Daumantas Katinas     | 30.01.1998 | 199    | przyjmujący  |
| 10 | Albert Tomaševič      | 14.04.1998 | 193    | przyjmujący  |
| 11 | Karolis Rimkus        | 02.02.1998 | 200    | przyjmujący  |
| 12 | Dariuš Olechnovič     | 06.05.2001 | 193    | przyjmujący  |
| 13 | Simas Skilinskas      | 09.02.1993 | 202    | środkowy     |
| 14 | Elvis Gotovskis       | 11.09.1992 | 195    | atakujący    |
| 15 | Martin Jesipenko      | 03.01.1999 | 185    | rozgrywający |
| 16 | Vytautas Paukštė      | 06.06.1997 | 197    | środkowy     |
| 22 | Pavel Kulikian        | 30.09.1984 | 191    | atakujący    |